# Brieuil-sur-Chizé
Brieuil-sur-Chizé – miejscowość i gmina we Francji, w regionie Nowa Akwitania, w departamencie Deux-Sèvres.
Według danych na rok 1990 gminę zamieszkiwały 74 osoby, a gęstość zaludnienia wynosiła 9 osób/km² (wśród 1467 gmin regionu Poitou-Charentes Brieuil-sur-Chizé plasuje się na 908. miejscu pod względem liczby ludności, natomiast pod względem powierzchni na miejscu 928.).